# Sikorsky CH-53K King Stallion
Sikorsky CH-53K King Stallion je těžký transportní vrtulník vyvíjený společností Sikorsky Aircraft Corporation (součást koncernu Lockheed Martin) pro námořní pěchotu Spojených států amerických. Jeho hlavním posláním je přeprava vojáků námořní pěchoty a dalšího materiálu z výsadkových lodí třídy Wasp a America. Po zařazení do služby se stane největším a nejvýkonnějším vrtulníkem amerických ozbrojených sil. Mezi hlavní odlišnosti patří silnější motory, kompozitní listy rotoru a prostornější kabina. CH-53K na externím podvěsu přepraví náklad o hmotnosti 27 000 liber (cca 12 200 kg) na vzdálenost 110 námořních mil, což je trojnásobek výkonu jeho předchůdce CH-53E. Plánována je stavba přibližně 200 kusů vrtulníků tohoto typu. Vysokým výkonům vrtulníku odpovídá i jeho cena. Náklady na vývoj a výrobu vrtulníků jsou různými institucemi odhadovány na 19,3–31 miliardy dolarů.

## Vývoj

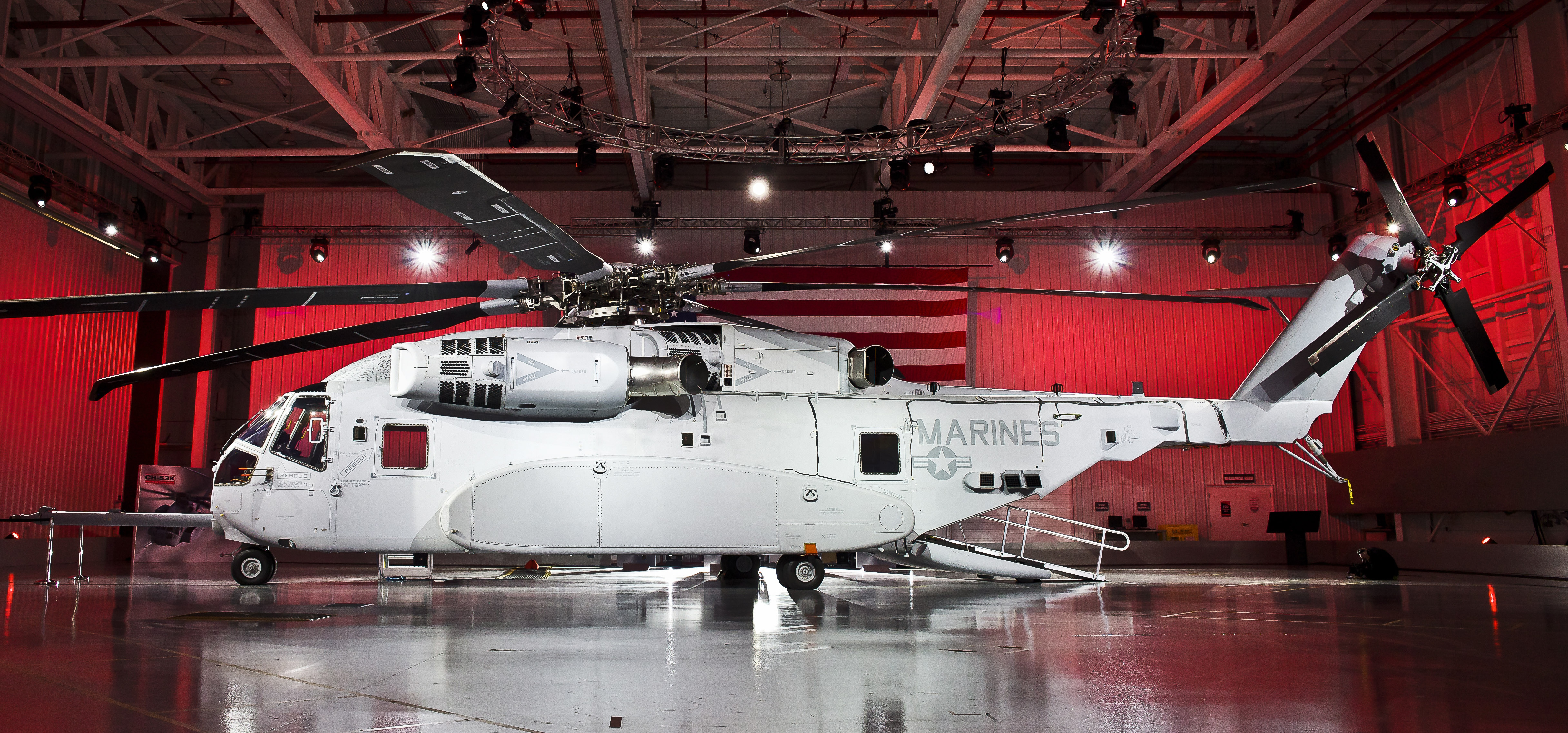
Slavnostní roll-out prvního prototypu CH-53K

Vývoj výkonnější verze osvědčeného těžkého vrtulníku CH-53 si vynutila rostoucí hmotnost přepravované výzbroje a výstroje. Americká námořní pěchota o něm uvažovala od roku 2003, tehdy ještě pod označením CH-53X Super Stallion. Kontrakt na vývoj CH-53K získala roku 2006 společnost Sikorsky. První let prototypu byl původně plánován na rok 2011, později ale byl několikrát odložen. CH-53K byl oproti CH-53E kompletně překonstruován. Má nový kompozitní drak, prostornější nákladovou kabinu, výkonnější motory, novou převodovku, kompozitové listy rotoru i moderní elektroniku. Celkově unese až 15,9 tuny nákladu. Například v podvěsu unese 12tunový náklad, například obrněný transportér LAV-25, obrněné vozidlo JLTV, nebo houfnici M777. Dovnitř nákladové kabiny se vejde 55 vojáků, popř. dvě standardizované palety 463L.
Slavnostní roll-out prototypu CH-53K proběhl v květnu 2014 ve floridském závodě společnosti Sikorsky. První let proběhl 25. října 2015. Po zkouškách prototypů byla odsouhlasena počáteční malosériová výroba (Low Rate Initial Production – LRIP) prvních 26 CH-53K. První letka má dosáhnout počátečních operačních schopností roku 2019 a roku 2021 má být zahájena plná sériová výroba. Plných operačních schopností má typ dosáhnout roku 2028.
V září 2017 byly objednány první dva CH-53K úvodní série Lot 1. Oba vrtulníky budou dodány roku 2020. První vrtulník z druhé série Lot 2 byl dodán v červenci 2022.
V prosinci 2022 námořnictvo vyhlásilo plnou sériovou výrobu vrtulníku CH-53K. Výrobní tempo má postupně narůst až na čtyřiadvacet strojů ročně.

## Konstrukce

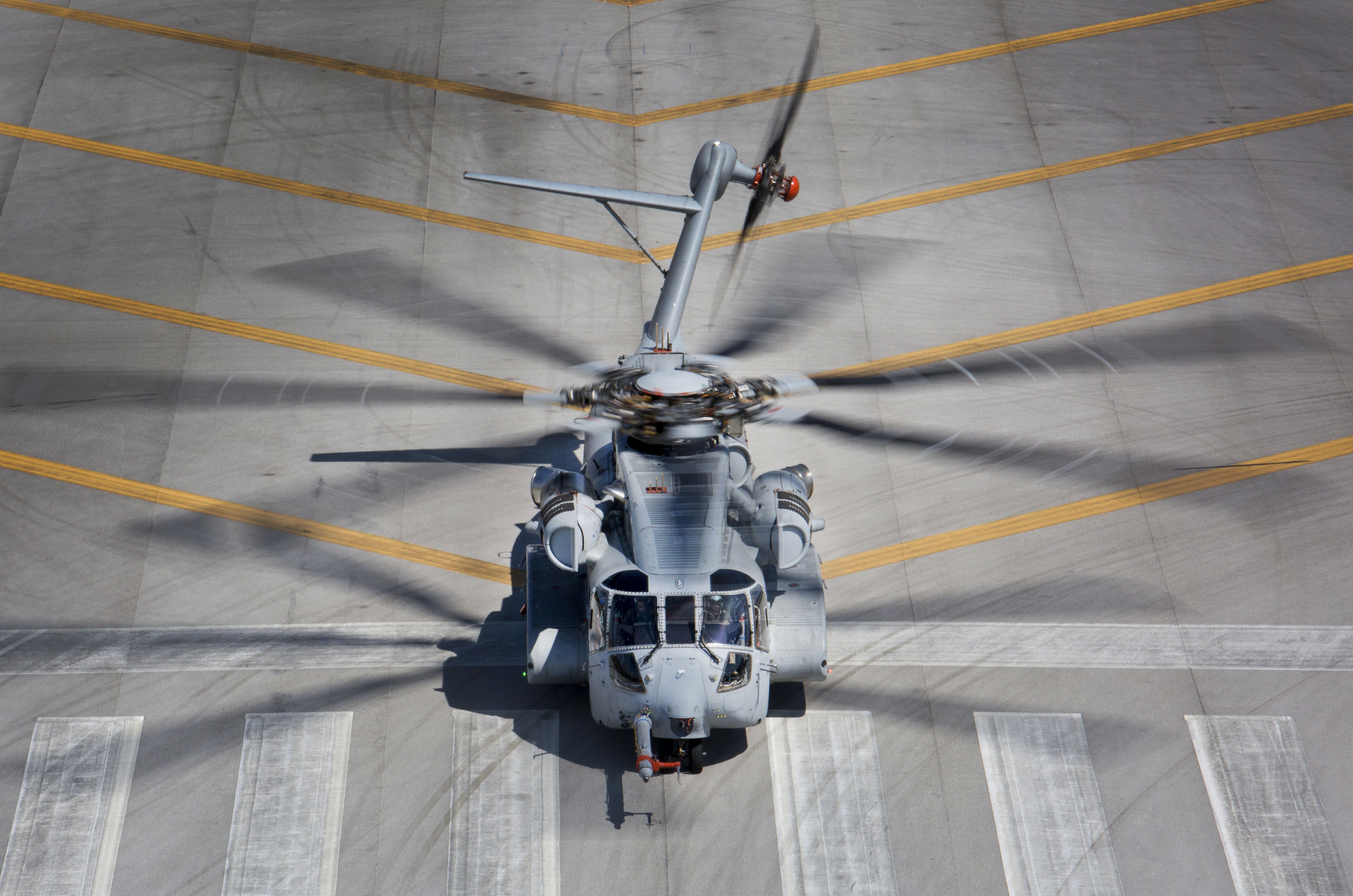
CH-53K

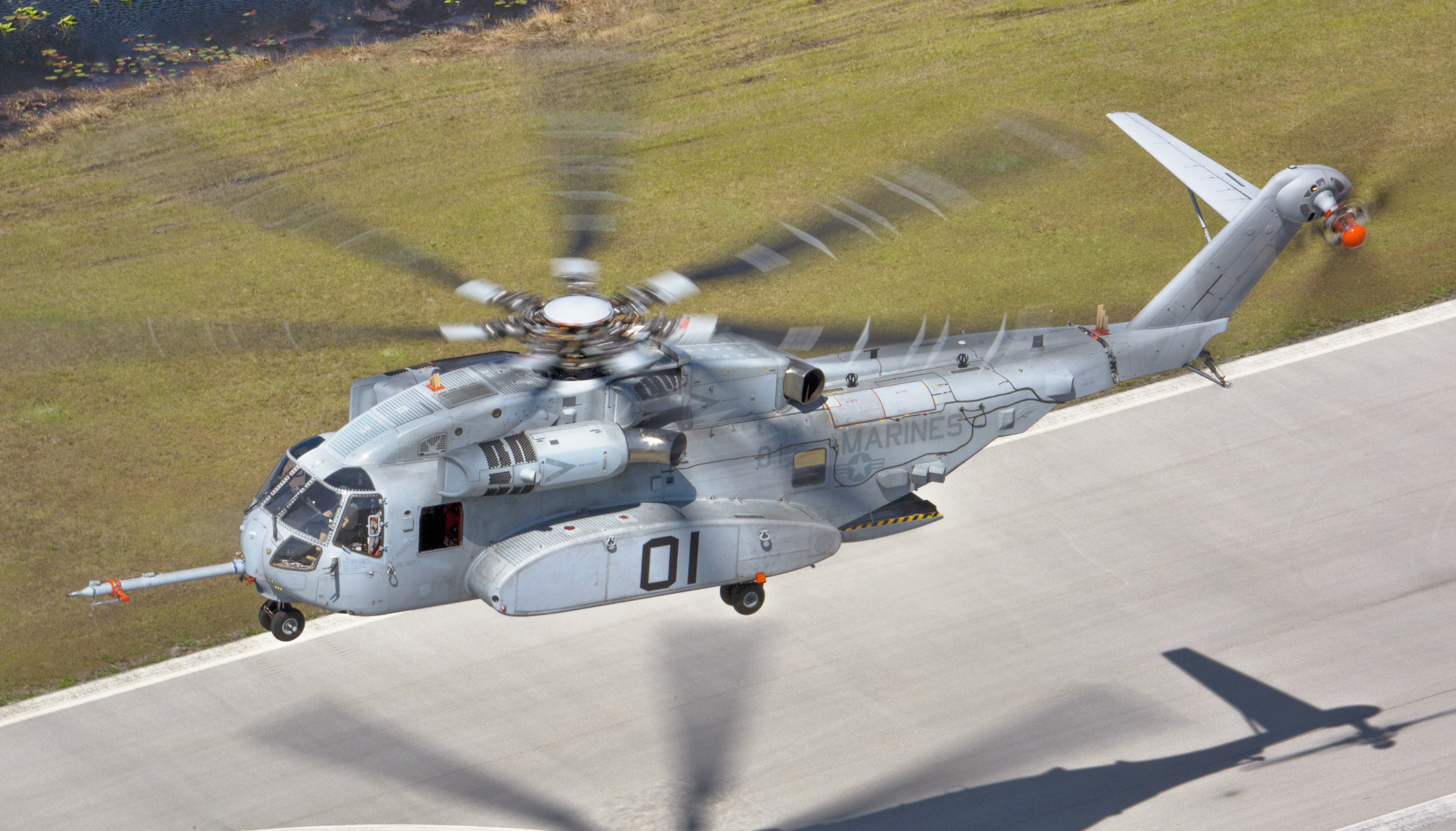
CH-53K během testů v Palm Beach

Vrtulník pohání tři turbohřídelové motory General Electric T408, každý o výkonu 5600 kW (7500 hp). Je to o 57% více, než u starších CH-53E. Je vybaven nástavcem pro doplňování paliva za letu. Může být vyzbrojen třemi 12,7mm kulomety.

## Uživatelé
USA
- Námořní pěchota Spojených států amerických (USMC)

 Izrael
- Izraelské letectvo – V prosinci 2021 objednáno dvanáct vrtulníků s opcí na dalších šest. Kontrakt v hodnotě dvou miliard dolarů se uskuteční v rámci programu FMS (Foreign Military Sales). Ve službě nahradí izraelské vrtulníky S-65C Jasur. Dodávky začnou roku 2026. Celkem má letectvo zájem až o 25 strojů.[11]

## Specifikace (CH-53K)

### Hlavní technické údaje
- Posádka: 5 (2 piloti, 3 střelci)
- Kapacita: 55 vojáků, nebo 15,9 t nákladu[3]
- Vnitřní náklad:
- Průměr rotoru:
- Délka:
- Plocha disku:
- Výška:
- Hmotnost prázdného vrtulníku:
- Max. vzletová hmotnost: 39,91 t[3]
- Pohonné jednotky: 3× turbohřídelový motor General Electric T408
- Výkon pohonné jednotky: každá o výkonu 5600 kW (7500 hp)

### Výkony
- Maximální rychlost: ? km/h
- Cestovní rychlost: 261 km/h[3]
- Dostup: 4380 m[3]
- Dolet: 852 km[3]
- Bojový dolet: 204 km[3]

### Výzbroj
- 3× 12,7mm kulomet[3]